# Metriena
Mētriena est un pagasts de Lettonie.